# Gençac de Garona
Gençac de Garona (francès Gensac-sur-Garonne) és un municipi francès del department de l'Alta Garona, a la regió Occitània.

## Geografia
Municipi situat a 60 km al sud de Tolosa, a la zona de Volvestre.